# Kudłoń

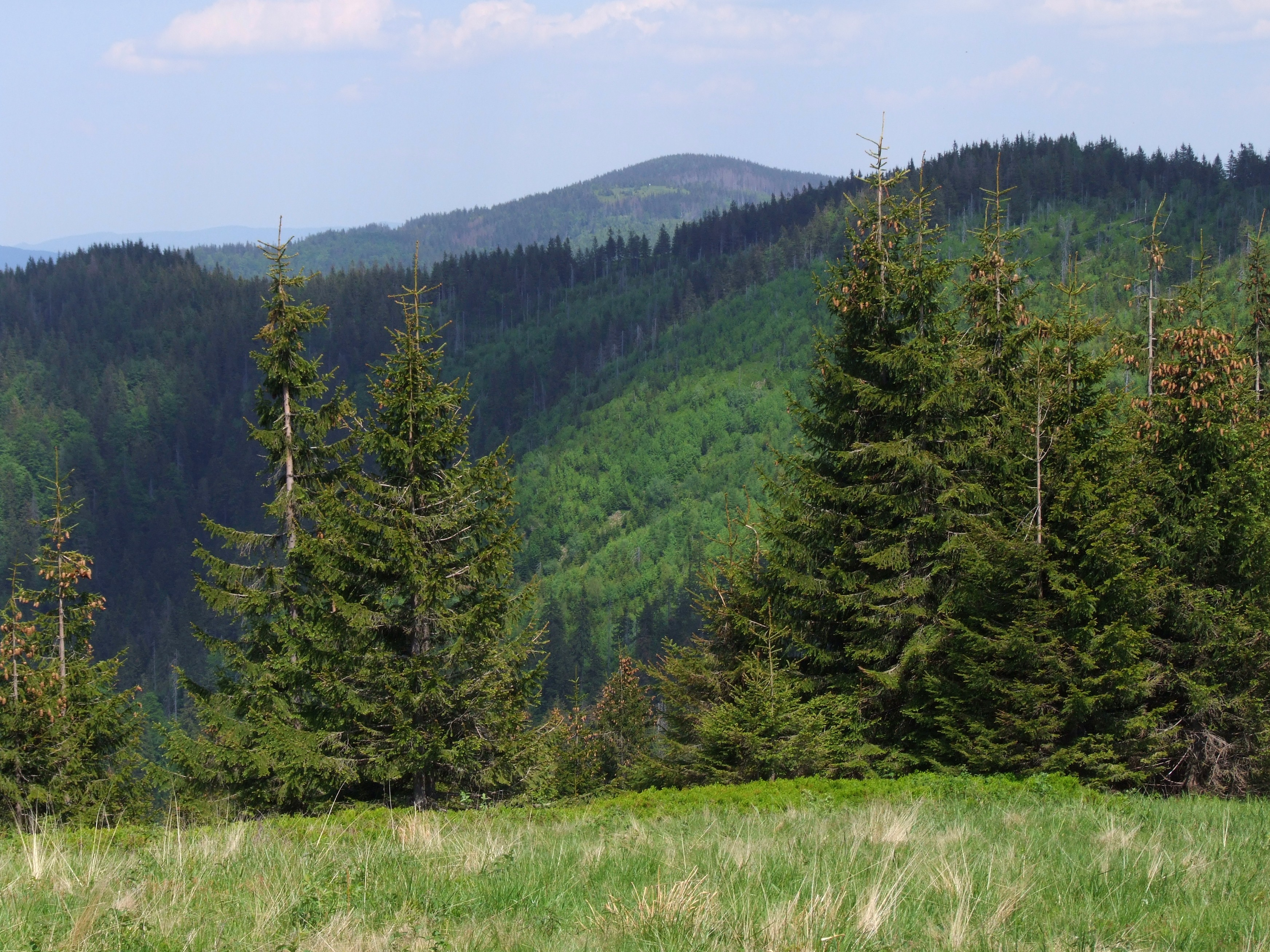
Widok na Mostownicę i Kudłoń z polany Czoło Turbacza

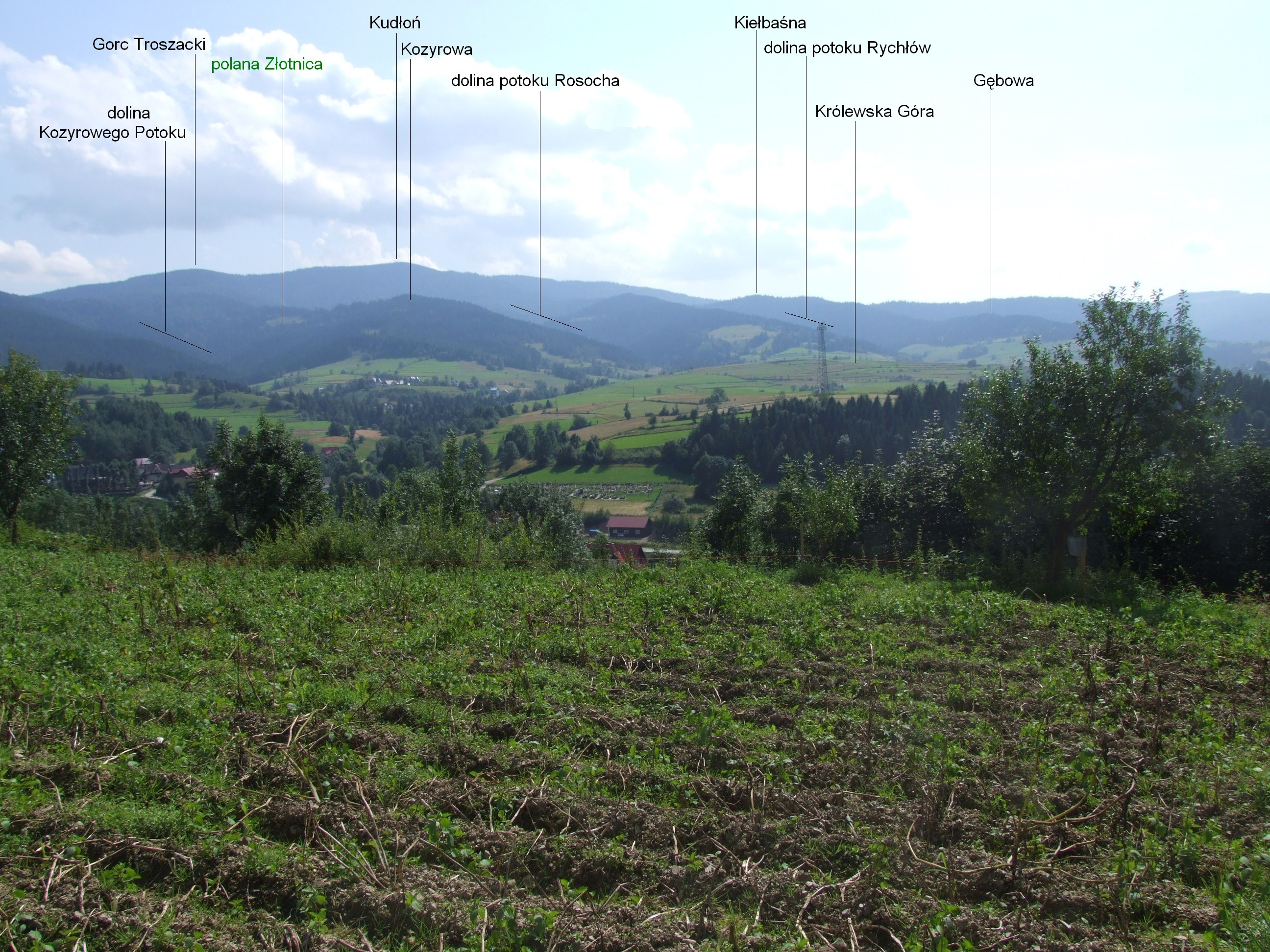
Widok z Cyrkowej Góry

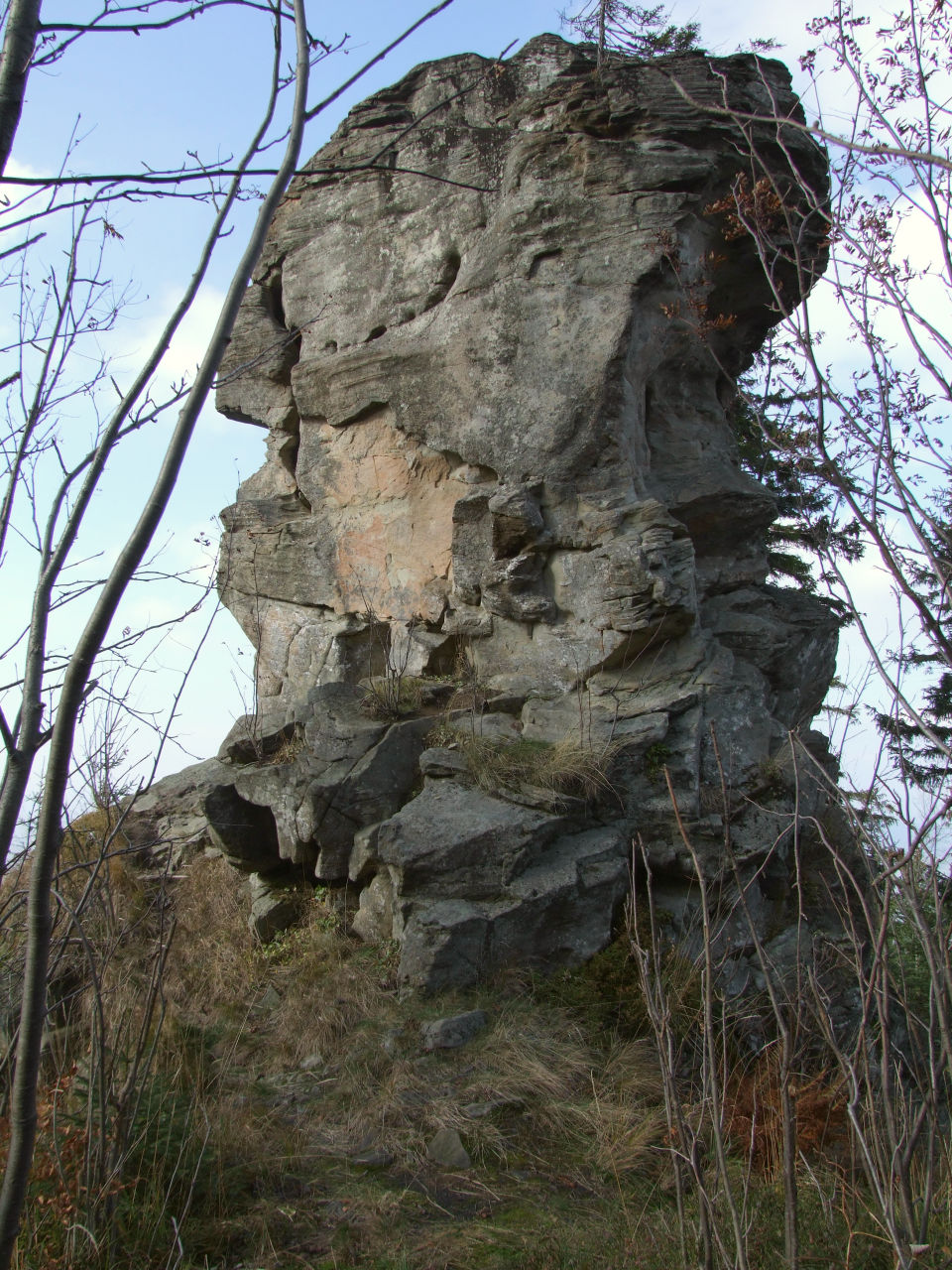
Kudłoński Baca

Kudłoń (1274 m) – czwarty co do wysokości szczyt w Gorcach, położony na północny wschód od Turbacza, w grzbiecie łączącym Turbacz z Beskidem Wyspowym (poprzez przełęcz Przysłop). Jest najwybitniejszym szczytem Gorczańskiego Parku Narodowego. Jego nazwa wywodzi się od nazwiska Kudeł bądź Kudła.

## Topografia
Kudłoń jest zwornikiem dla kilku grzbietów. W północno-wschodnim kierunku ciągnie się od niego grzbiet, który poprzez Gorc Troszacki i Jaworzynkę opada do przełęczy Przysłop, w południowo-zachodnim kierunku grzbiet, który poprzez Przysłopek opada do przełęczy Borek. Kudłoń jest również zwornikiem dla dwóch bocznych grzbietów: północno-zachodniego, mającego długość ok. 4 km grzbietu z Kopą i odchodzącego na północ 6,5-kilometrowego grzbietu Kiełbaśnej. Wierzchołek Kudłonia, niewiele wznoszący się powyżej grzbietu, jest zalesiony, więc całkowicie pozbawiony widoków. Znajduje się na nim słupek znaku geodezyjnego, nieco zaś poniżej szczytu skrzyżowanie szlaków turystycznych.

## Polany
Podobnie jak na innych szczytach Gorców, również na Kudłoniu znajdują się polany, które wypasane były przez kilkaset lat. Największe natężenie pasterstwo osiągnęło przed II wojną światową. Potem stopniowo było ograniczane, aż do zupełnego zaprzestania wypasu i od tego czasu polany stopniowo zarastają borówczyskami i lasem. Najsłynniejsza z tych polan to polana Kudłoń na północnych zboczach, z rozległą panoramą widokową na polanę Podskały i szczyty Beskidu Wyspowego. Pozostałe polany to: Pustak, Cerla Hanulowa, Pyrzówka, Kopa, Figurki Niżne, Figurki Wyżne, Stawieniec.

## Odsłonięcia skalne i jaskinie
Na Kudłoniu znajdują się najliczniejsze i najbardziej znane w całych Gorcach wychodnie skalne. W partii szczytowej są trzy zgrupowania okazałych skałek piaskowcowych o wysokości do 20 m. Najsłynniejszą z tych skał jest Kudłoński Baca na północnych zboczach.
W masywie Kudłonia znajdują się też niewielkie jaskinie. Obok polany Kopa jest Szczelina w Kudłoniu. W Potoku Za Palaczem znajduje się Kudłońska Koleba. Dawniej, gdy wierzchołek Kudłonia był odsłonięty, istniało tu jedyne w Gorcach stanowisko kosodrzewiny (prawdopodobnie wprowadzonej sztucznie). Gdy jednak uległ zalesieniu, kosodrzewina wyginęła.

## Wody
Przez Kudłoń przebiega dział wodny pomiędzy zlewniami Dunajca i Raby. Potoki spływające ze zboczy południowych wpadają do Kamienickiego Potoku w zlewni Dunajca, potoki ze zboczy północnych (Rosocha i Za Palacem) do Mszanki, z zachodnich do Koniny. Mszanka i Konina znajdują się w zlewni Raby.

## Szlaki turystyczne
Konina – Cyrla Hanulowa –Kopa – Figurki Niżne – Figurki Średnie – Figurki – Pustak – Kudłoń. Odległość 4,5 km, suma podejść 610 m, czas przejścia 2 godz., z powrotem 1 godz. 10 min.
 Rzek – Trusiówka – Papieżówka – polana Stawieniec – Gorc Troszacki – skrzyżowanie szlaków pod Kudłoniem. Odległość 7,9 km, czas przejścia około 3 h, ↓ 2:20 h.
 przełęcz Przysłop – Pod Jaworzynką – Podskały – Adamówka – Gorc Troszacki – Kudłoń – Pustak – Przysłopek – przełęcz Borek – Hala Turbacz – Turbacz. Odległość 11,4 km, suma podejść 810 m, suma zejść 470 m, czas przejścia 3 godz. 35 min, z powrotem 3 godz..